# Galina Polskikh
Galina Alexandrovna Polskikh (en russe : Галина Александровна Польских) est une actrice soviétique et russe née le 27 novembre 1939 à Moscou. Elle a tourné dans plus de 100 films.
Elle est nommée artiste du Peuple de la RSFSR en 1979.

## Biographie
Élève de Sergueï Guerassimov et Tamara Makarova, Galina Polskikh sort en 1964 de l'Institut fédéral d'État du cinéma de Moscou et intègre la troupe du Théâtre national d'acteur de cinéma. Elle fait ses débuts à l'écran alors qu'elle est encore étudiante, en 1962, dans le film de Youli Karassik Dingo le chien sauvage adapté du roman éponyme de Rouvim Freierman (ru).

## Filmographie partielle
- 1962 : Dingo le chien sauvage (ru) de Youli Karassik : Tania Sabaneeva
- 1963 : Je m'balade dans Moscou (Ya shagayu po Moskve, Я шагаю по Москве) de Gueorgui Danielia : Aliona
- 1964 : Il était une fois un vieux et une vieille (Zhili-byli starik so starukhoy, Жили-были старик со старухой) de Grigori Tchoukhraï : Galia
- 1965 : Fidélité (Vernost, Верность) de Piotr Todorovski : Zoya
- 1966 : Attentes (ru) (Ozhidaniya, Ожидания) court métrage télévisé de Leonid Mariaguine (ru) : Taya Korncheva, postière
- 1967 : Le Journaliste (Журналист) de Sergueï Guerassimov : Choura
- 1970 : Znaki na drodze d'Andrzej Jerzy Piotrowski
- 1971 : Tiens-toi aux nuages (Держись за облака) de Péter Szász et Boris Grigoriev
- 1972 : Les ombres disparaissent à midi (Тени исчезают в полдень) de Vladimir Krasnopolski : Klaudia Morozova
- 1975 : Quand arrive septembre (Когда наступает сентябрь) de Edmond Keossaian : Nastasia Vassilievna
- 1981 : Honnête, intelligent, célibataire (Честный, умный, неженатый…) d'Alekseï Korenev (ru) : Anna Dolnikova
- 1982 : Ce n'est pas à l'église qu'on nous mariait (Нас венчали не в церкви, Nas venychali nie v tserkvi) de Boris Tokarev : femme de père Vassili
- 1984 : Park de Rasim Ojagov
- 1986 : Au-dessus de l'arc-en-ciel (Выше радуги) de Gueorgui Jungwald-Khilkevitch : Alexandra
- 1987 : L'Ami (Droug, Друг) de Leonid Kvinikhidze : Eleonora
- 1987 : L'Homme du boulevard des Capucines (Chelovek s bulvara Kaputsinov, Человек с бульвара Капуцинов) d'Alla Sourikova : Maggy Thomson
- 1999 : Soirées athéniennes de Piotr Gladiline : mère
- 2000 : La Frontière : Roman de taïga, série télévisée d'Alexander Mitta : Maria
- 2005 : Le Docteur Jivago (ru) (Docteur Jivago, Доктор Живаго) feuilleton télévisé d'Alexandre Prochkine : Elena, Marfa et Serafima Mikoulitsyne